# Muhammad Ahmad Farghali Abd al-Al
Muhammad Ahmad Farghali Abd al-Al, Mohamed Ahmed Farghaly Abdelaal (arab. محمد أحمد فرغلي عبدالعال; ur. 7 sierpnia 1996) – egipski zapaśnik walczący w stylu wolnym. Triumfator mistrzostw Afryki w 2024 roku. Złoty medalista mistrzostw arabskich w 2021 i brązowy w 2022 roku.